# 7689 Reinerstoss
7689 Reinerstoss è un asteroide della fascia principale. Scoperto nel 1960, presenta un'orbita caratterizzata da un semiasse maggiore pari a 2,8412384 au e da un'eccentricità di 0,0771235, inclinata di 1,14888° rispetto all'eclittica.
L'asteroide è dedicato all'astrofilo tedesco Reiner Michael Stoss.